# اچ‌نوام‌اس ویدار (ان۵۲)
اچ‌نوام‌اس ویدار (ان۵۲) (به انگلیسی: HNoMS Vidar (N52)) یک کشتی است که طول آن ۶۴٫۸ متر (۲۱۳ فوت) می‌باشد. این کشتی در سال ۱۹۷۷ ساخته شد.